# جاك غوردون (سياسي)
جاك غوردون (بالإنجليزية: Jack Gordon)‏ هو سياسي أمريكي، ولد في 29 ديسمبر 1944 في الولايات المتحدة، وتوفي في 7 مايو 2011. حزبياً، نشط في الحزب الديمقراطي. وقد انتخب عضو مجلس ولاية مسيسيبي وانتخب عضو مجلس نواب مسيسيبي.